# ليزلي مانفيل
ليزلي مانفيل (بالإنجليزية: Lesley Manville)‏ (و. 1956  م) هي ممثلة صوت، وممثلة مسرحية، وممثلة أفلام بريطانية، ولدت في برايتون.

## التعليم
تعلمت ليزلي مانفيل في أكاديمية إيطاليا كونتي للفنون المسرحية ‏.

## جوائز وترشيحات
حصلت على جوائز منها:

### جوائز
- جائزة المجلس الوطني للمراجعة لأفضل ممثلة [الإنجليزية]‏ (2010)
- London Film Critics' Circle Award for British Actress of the Year [الإنجليزية]‏ (2003)
- جائزة لورنس أوليفيه لأفضل ممثلة [الإنجليزية]‏ (2014)

### ترشيحات
- جائزة الأوسكار لأفضل ممثلة مساعدة، عن عمل: فانتوم ثريد
- جائزة الفيلم الأوروبي لأفضل ممثلة (2010)
- جائزة بافتا لأفضل ممثلة في دور ثانوي (2011)
- جائزة الجمعية الوطنية للنقاد السينمائيين لافضل ممثلة [الإنجليزية]‏ (2010)
- British Academy Television Award for Best Supporting Actress [الإنجليزية]‏ (2016)
- British Independent Film Award for Best Supporting Actress [الإنجليزية]‏ (2010)
- جائزة لورنس أوليفيه لأفضل ممثلة [الإنجليزية]‏ (2012)

ترشحت لـ:
- British Academy Television Award for Best Supporting Actress [الإنجليزية]‏، عن عمل: River (TV series) [الإنجليزية]‏ (8 مايو 2016)"Television in 2016". مؤرشف من الأصل في 2018-09-29.
- جائزة لورنس أوليفيه لأفضل ممثلة  [لغات أخرى]‏ (2014)
- جائزة لورنس أوليفيه لأفضل ممثلة  [لغات أخرى]‏ (2012)
- جائزة بافتا لأفضل ممثلة في دور ثانوي، عن عمل: Another Year (film) [الإنجليزية]‏ (2011)
- British Independent Film Award for Best Supporting Actress [الإنجليزية]‏، عن عمل: Another Year (film) [الإنجليزية]‏ (2010)
- جائزة الفيلم الأوروبي لأفضل ممثلة، عن عمل: Another Year (film) [الإنجليزية]‏ (2010)
- جائزة الجمعية الوطنية للنقاد السينمائيين لافضل ممثلة  [لغات أخرى]‏، عن عمل: Another Year (film) [الإنجليزية]‏ (2010)
- London Film Critics' Circle Award for British Actress of the Year [الإنجليزية]‏، عن عمل: All or Nothing (film) [الإنجليزية]‏ (2003)
- جائزة الأوسكار لأفضل ممثلة مساعدة، عن عمل: فانتوم ثريد.

## وصلات خارجية
- ليزلي مانفيل على موقع IMDb (الإنجليزية)
- ليزلي مانفيل على موقع قاعدة بيانات الأفلام العربية
- ليزلي مانفيل على موقع ألو سيني (الفرنسية)
- ليزلي مانفيل على موقع ميوزك برينز (الإنجليزية)
- ليزلي مانفيل على موقع أول موفي (الإنجليزية)
- ليزلي مانفيل على موقع قاعدة بيانات الأفلام السويدية (السويدية)
- ليزلي مانفيل على موقع قاعدة بيانات الفيلم (الإنجليزية)
- ليزلي مانفيل على موقع كينوبويسك (الروسية)